# Milionia rona
Milionia rona là một loài bướm đêm trong họ Geometridae.